# Club Deportivo Arturo Fernández Vial (femenino)
El Club Deportivo Arturo Fernández Vial Femenino es un club de fútbol femenino de Chile, de la ciudad de Concepción en la Región del Biobío. Fue fundado en 2009 en honor al Club Deportivo Arturo Fernández Vial y actualmente disputa la Primera División de fútbol femenino de Chile.

## Historia

### Como Fernández Vial
En 2009 nace este club de fútbol femenino en honor y siguiendo las tradiciones del Club Deportivo Arturo Fernández Vial y juega la Copa Chile FEM, en 2010 participa en la Copa Sodimac.
El año 2011 importante para el club fue ingresar a jugar el Campeonato Anfp zona sur lo cual repite en 2012 junto a sus rivales, CD Temuco, Iberia Ofim, Unión Tco y Deportes Puerto Montt. Su cuerpo técnico lo encabeza José Luis Espinoza como entrenador, Alfonso Bastías como Asistente Técnico, Cristian Ferrer como preparador físico y el preparador de arqueros Reinaldo González. En la parte directiva el presidente es Felipe Sáez y Yerca Pinto cumple el papel de Tesorera del club En 2012 disputa el título Zona Sur ante Unión Temuco perdiéndola.
En el año 2013, la rama femenina llevaba medio año de inactividad profesional, tras la desafiliación del Torneo ANFP. Toda esta amarga situación comenzó tras la desvinculación del equipo masculino de la Segunda División Profesional. Esto trajo consecuencias, pues el máximo organismo del fútbol chileno desafectó al equipo femenino del campeonato, por vincular a la rama con el equipo que en ese entonces participaba de Segunda División y que por problemas económicos se vio en la obligación de regresar al amateurismo.
José Luis Espinoza, Director Técnico de la rama femenina, afirma que el club siempre se ha constituido como una entidad independiente de su contraparte masculina. Y fue él mismo quien, desde al enterarse de que no participarían del Apertura 2013, comenzaría a gestionar el regreso de las chicas a la división de honor.
Luego de una larga gestión del cuerpo técnico vialino en Quilín y de demostrar lo afirmado por Espinoza, la ANFP decide reintegrar al club del almirante para el Torneo de Clausura de este año.
Con mucho entusiasmo recibieron las más de 30 chicas Sub-17 y Adulta, la noticia de que volverían a jugar un campeonato profesional y con gran ánimo esperaban la pretemporada, que inició en un encuentro amistoso ante Duoc UC, donde Vial se impuso por 13 goles a 0.

### Como Naval de Talcahuano
A poco de empezar el Torneo Apertura 2015 el equipo femenino es suspendido de participar en aquel torneo bajo el nombre de Fernández Vial debido a los problemas institucionales y económicos entre Fernández Vial SADP y la ANFP, a pesar de que la institución femenina no tenga relación con aquella sociedad, no podía continuar utilizando ese nombre, por lo que se intentó seguir en el torneo bajo un nuevo nombre, Municipal de Chiguayante. Pero, según las condiciones de la ANFP, la única forma de continuar en el torneo era hacerlo a través del nombre de un equipo federado. De esta forma, el equipo femenino inició una exhaustiva búsqueda en diversas escuadras cercanas de la región para poder continuar participando en el torneo nacional, hasta que llegaron a Naval de Talcahuano, quienes dieron el visto bueno a la Iniciativa.
Como Naval de Talcahuano debutaron el 14 de marzo de 2015 por el torneo de Apertura 2015 frente a Puerto Varas, ganando de visita por 4-1.

### De regreso al nombre original
A fines de 2017, la rama masculina de Fernández Vial retornó al profesionalismo, y saldó sus deudas con la ANFP. Paralelo a eso, Naval de Talcahuano descendía de forma administrativa al fútbol amateur (posteriormente quedando fuera de toda competencia. Al producirse ambos escenarios, la rama femenina del conjunto aurinegro pudo regresar para 2018 bajo su nombre original, luego de 3 años.
Desgraciadamente, la rama femenina tuvo que lamentar la trágica muerte de una de sus exintegrantes, la volante polifuncional Sandra Méndez Garrido, quien falleció en un accidente automovilístico el día 17 de mayo de 2018 en el sector de Los Álamos, Región del Bío-Bío. Méndez pertenecía hasta su muerte a las filas de la rama femenina de Palestino.

## Uniforme
La indumentaria principal mantiene los colores tradicionales del club que son el dorado y negro.

### Uniforme titular
| 2013 | 2014 - 2015 | 2019 | 2020 | 2022-2023 | 2024 |

### Uniforme alternativo
| 2020 | 2022-2023 |

## Rivalidad
Desde la primera temporada en la historia de UdeC Femenino hasta la actualidad, se ha enfrentado año a año a Fernández Vial ininterrumpidamente, construyendo así una rivalidad local que progresivamente se ha convertido en uno de los clásicos más intensos del fútbol femenino de regiones. Una curiosidad notable, es que ambas instituciones acostumbran a tener entre sus filas a exjugadoras de su equipo rival, insignes son los casos de Aída Castillo, Camille Iluffi, Viviana Torres y Jazmín Gallardo. La primera es la única en anotarle al equipo rival con ambas camisetas.
También vistieron ambas camisetas Constanza Reveco, Marinka Huircán, Yessenia Jorquera, Leydy Reyes, Yasna Becerra y Franchesca Caniguán.
| #  | Fecha      | Competencia                     | Local           | Resultado | Visitante       |
| -- | ---------- | ------------------------------- | --------------- | --------- | --------------- |
| 1  | 13/03/2016 | Apertura 2016                   | U de Concepción | 1:3       | A.F. Vial       |
| 2  | 31/07/2016 | Clausura 2016                   | A.F. Vial       | 5:1       | U de Concepción |
| 3  | 09/10/2016 | Clausura 2016                   | U de Concepción | 2:0       | A.F. Vial       |
| 4  | 04/03/2017 | Apertura 2017                   | A.F. Vial       | 2:2       | U de Concepción |
| 5  | 10/06/2017 | Clausura 2017                   | U de Concepción | 0:1       | A.F. Vial       |
| 6  | 26/08/2017 | Clausura 2017                   | A.F. Vial       | 3:3       | U de Concepción |
| 7  | 27/05/2018 | Campeonato 2018                 | A.F. Vial       | 2:1       | U de Concepción |
| 8  | 02/09/2018 | Campeonato 2018                 | U de Concepción | 1:1       | A.F. Vial       |
| 9  | 16/03/2019 | Campeonato 2019                 | U de Concepción | 2:1       | A.F. Vial       |
| 10 | 05/12/2020 | Transición 2020                 | U de Concepción | 2:0       | A.F. Vial       |
| 11 | 26/06/2021 | Campeonato 2021 - Primera Rueda | U de Concepción | 0:2       | A.F. Vial       |
| 12 | 04/09/2021 | Campeonato 2021 - Segunda Rueda | A.F. Vial       | 1:0       | U de Concepción |
| 13 | 25/06/2022 | Campeonato 2022 - Fase Regular  | A.F. Vial       | 1:2       | U de Concepción |
| 14 | 20/11/2022 | Campeonato 2022 - Grupo A       | U de Concepción | 0:2       | A.F. Vial       |
| 15 | 07/06/2023 | Campeonato 2023 - Fase Regular  | A.F. Vial       | 1:2       | U de Concepción |
| 16 | 08/09/2023 | Campeonato 2023 - Grupo B       | U de Concepción | 1:3       | A.F. Vial       |

| Competición      | PJ | UdeC | PE | AFV |
| ---------------- | -- | ---- | -- | --- |
| Primera División | 16 | 5    | 3  | 8   |

## Datos del club
- Temporadas en Primera División femenino: 11 (2013 - 2023)
- Temporadas en Primera División B femenino: 1 (2024 - Presente)
- Debut en Primera División femenino: Clausura 2013.
- Mejor puesto en la liga: Semifinales Primera División femenina 2022
- Mejor puesto en Copa Chile: Cuartos de final en 2009.
- Mayor goleada propinada: 
  - En Primera División Femenina: 10-1 a Deportes Ñielol el 2 de noviembre de 2013 y 8-0 a Deportes La Serena el 2 de abril de 2022.
  - En Copa Chile Femenina: 11-0 a Cadetes de Linares el 31 de octubre de 2009.